# Lunga Point

Lunga Point er et forbjerg på nordkysten af Guadalcanal, hvor der foregik et søslag under 2. verdenskrig. Det var også navnet på en nærliggende flyveplads, som senere blev omdøbt til Henderson Field.
USS Lunga Point (CVE-94) er navnet på en af den amerikanske flådes eskortehangarskibe, som var i indsats under 2. verdenskrig.)
Tyve tusinde amerikanske marineinfanterister gik i land ved Lunga Point den 7. august 1942 for at erobre den flyveplads, som var under etablering af den kejserlige japanske hær, inden den kunne tages i brug, og indledte herved slaget om Guadalcanal.